# Bilma
Bilma je grad u Nigeru.
Nalazi se u oazi, u regiji Agadez u sjeveroistočnom Nigeru te ima oko 2,500 stanovnika. Zaštićena je od pustinjskih dina pod liticama Kaouara i najveći je grad uz te litice. Bilma je poznata po svojim vrtovima, po proizvodnji soli, natrona i datulja. Nalazi se na dijelu jednog od posljednjih transkaravanskih puteva pod imenom azalai.
Bilma je bila jedan od glavnih gradova naroda Kanuri i važno odredište za karavane. Sa zapada, karavane deva prelaze Saharu na putu od Agadeza do Bilme kroz pješčane dine. Na taj način Tuarezi donose proso i zlato, a odnose sol, datulje i deve.
U Bilmi je 23. lipnja 2010., izmjerena najviša ikad temperatura u Nigeru, koja je bila 48,2 °C. Od ožujka do listopada, temperature mogu prelaziti preko 40 °C.